# Telstar 302
O Telstar 302 foi um satélite de comunicação geoestacionário construído pela Hughes, ele esteve localizado na posição orbital de 85 graus de longitude oeste e foi operado pela AT&T. O satélite era baseado na plataforma HS-376 e sua expectativa de vida útil era de 10 anos. O Telstar 302 saiu de serviço em 05 de setembro de 1997.

## Lançamento
O satélite foi lançado com sucesso ao espaço no dia 30 de agosto de 1984, às 12:41:50 UTC, abordo do Ônibus espacial Discovery durante a missão STS-41-D, a partir do Centro Espacial Kennedy, na Flórida, EUA, juntamente com os satélites SBS-4 e o Leasat 2. Ele tinha uma massa de lançamento de 1.140 kg.

## Capacidade e cobertura
O Telstar 302 era equipado com 24 transponders em banda C para prestar serviço de telecomunicação para a América do Norte.